# Penisola Chavdar
La penisola Chavdar è una penisola lunga circa 13 km e larga 10 situata sulla costa occidentale della Terra di Graham, in Antartide. Situata in particolare all'estremità settentrionale della costa di Danco, al confine con la costa di Davis, la penisola, all'estremità di cui si trova capo Sterneck, costituisce il lato nord-orientale della baia di Hughes, che separa dalla baia di Curtiss, e su di essa è presente parte della porzione occidentale della dorsale Kaliva.

## Storia
Avvistata durante la spedizione di ricerca britannica svolta nel 1828-31 e comandata da Henry Foster, la penisola di Chavdar fu in seguito così battezzata dalla Commissione bulgara per i toponimi antartici in onore di Chavdar Voyvoda, un semi-leggendario capo ribelle bulgaro che nel XVI secolo a capo di una banda di fuorilegge, difendeva la popolazione dai soprusi degli Ottomani.